# Elecciones generales de Irlanda de 1937
Las elecciones generales de Irlanda de 1937 se realizaron el 1 de julio, junto con un referéndum para ratificar una nueva constitución, que creaba el cargo de Presidente de Irlanda e introducía diversas instituciones republicanas, si bien no abolía formalmente las instituciones del Estado Libre Irlandés. El oficialismo obtuvo la victoria pero perdió la mayoría absoluta por un escaño, mientras que el opositor Fine Gael, fundado después de las anteriores elecciones, quedó en segundo lugar con menos escaños que antes. El único partido que experimentó un crecimiento en estas elecciones fue el Partido Laborista, aunque esto se debe más bien a que el número de escaños fue incrementado de 153 a 138.

## Resultados
|  | 45.23 % |

|  | 50.00 % |

|  | 34.82 % |

|  | 34.78 % |

|  | 10.25 % |

|  | 9.42 % |

|  | 9.70 % |

|  | 5.80 % |

|  | 97.94 % |

|  | 2.06 % |

|  | 100 % |

|  | 76.18 % |